# Puja (hinduismo)

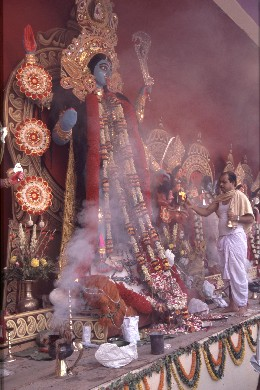
Pandit dando ofrendas a la diosa Kali.

El término de origen sánscrito pūyā o puja puede tener varios significados según su contexto budista, hinduista o jainista.

## Transcripción
- pūjā en sistema AITS (alfabeto internacional de transcripción del sánscrito).
- पूजा, en escritura devanagari del sánscrito.
- puya en pronunciación española[cita requerida] (pronunciado /pudʒa/, como la palabra "puya"). No se debe pronunciar puia, pues  significa ‘pus’.

## En elhinduismo

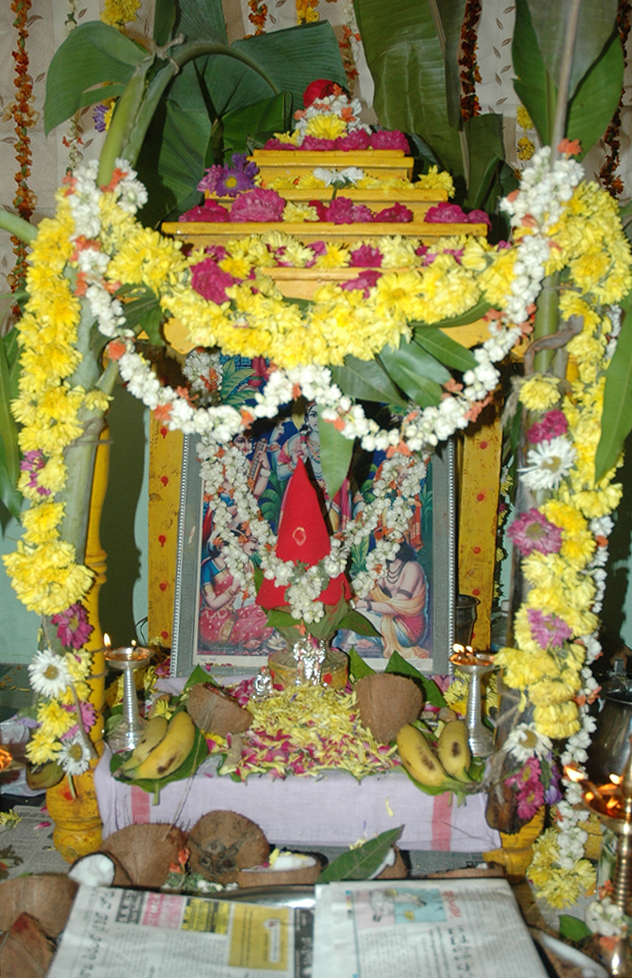
Altar de una casa, dedicado a Visnú, adornado con flores, cocos y bananas, al que le han encendido una lámpara de aceite durante una puja.

La puya es un ritual religioso realizado en una amplia variedad de ocasiones para presentar respeto a una o más deidades.
Se pueden ofrecer sahumerios (dando círculos en el aire), lámparas con mechas de ghi (en inglés: ghi-wicks) encendidas, agua (utilizando una caracola como recipiente), flores aromáticas, viento con un abanico hecho con plumas de pavo real, y el servicio de espantar los insectos con una chámara hecha con los pelos de cola de vaca o de yak.
La persona que ofrece puyá se denomina puyari.

## En eljainismo
La puja es usualmente ofrecida a los tirthankaras, si bien, son totalmente indiferentes a los asuntos de los hombres y los jainistas asumen que son indiferentes a ellos. Por ello, las ofrendas que se hacen en los lugares de culto constituyen más una renuncia por parte del creyente que una entrega[cita requerida].